# Llista de duxs de Venècia
La següent llista té per objecte ordenar per anys de regnat els duxs de Venècia. A més, es classificaran per segles.

## Segle VIII
- Pauluci Anafest (r. 697-717).
- Marcel Tegal·lià (r. 717-726).
- Ursus Hípat (r. 726-742).
- Teodat Hípat (r. 742-755).
- Gal·la (r. 755-756).
- Domènec Monegari (r. 756-764).
- Maurici Galbaio (r. 764-787).
- Joan Galbaio (r. 787-804).

## Segle IX
- Obeleri (r. 804-809).
- Àngel Partecipazio (r. 809-827).
- Justinià Partecipazio (r. 827-829).
- Joan I Partecipazio (r. 829-837).
- Pere Tradonico (r. 837-864).
- Ursus I Partecipazio (r. 864-881).
- Joan II Partecipazio (r. 881-887).
- Pere I Candiano (r. 887-888).
- Pere Tribuno (r. 888-912).

## Segle X

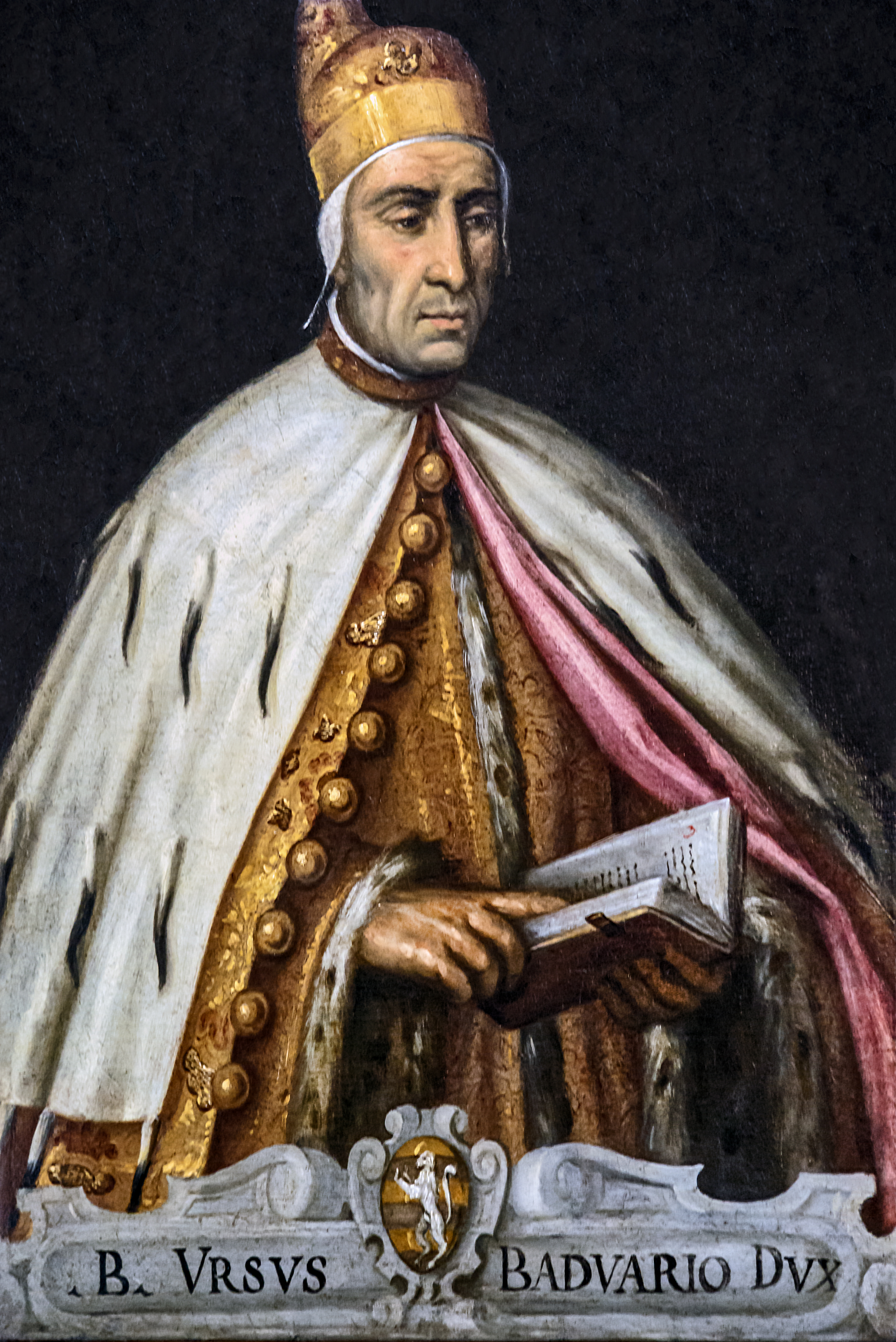
Ursus II Partecipazio

- Ursus II Partecipazio (r. 912-932).
- Pere II Candiano (r. 932-939).
- Pere Partecipazio (r. 939-942).
- Pere III Candiano (r. 942-959).
- Pere IV Candiano (r. 959-976).
- Pere Orsèol (r. 976-978).
- Vidale Candiano (r. 978-979).
- Tribú Memmo (r. 979-991).
- Pere Orsèol II (r. 991-1009).

## Segle XI
- Otó Orsèol (r. 1009-1026).
- Pere Barbolano (r. 1026-1032).
- Domènec Flabanico (r. 1032-1043).
- Domènec Contarini (r. 1043-1071).
- Domènec Selvo (r. 1071-1084).
- Vidal Falier de' Doni (r. 1084-1096).
- Vidal I Michiel (r. 1096-1102).

## Segle XII

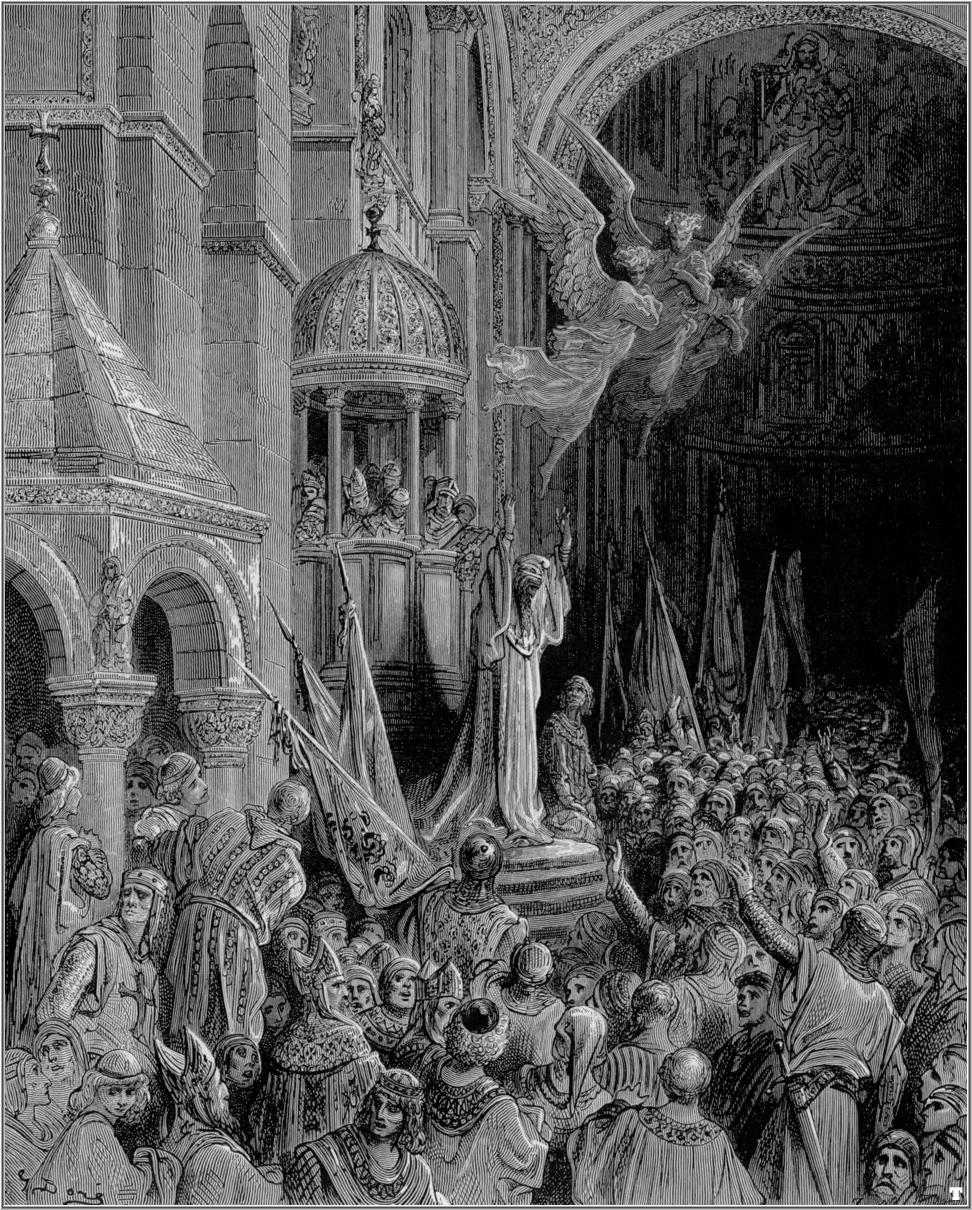
Enric Dandolo pregonant la Quarta Croada.

- Ordelaffo Falier (r. 1102-1117).
- Domènec Michiel (r. 1117-1130).
- Pere Polani (r. 1130-1148).
- Domènec Morosini (r. 1148-1156).
- Vidal II Michiel (r. 1156-1172).
- Sebastià Ziani (r. 1172-1178).
- Auri Mastropiero (r. 1178-1192).
- Enric Dandolo (r. 1192-1205).

## Segle XIII
- Pere Ziani (r. 1205-1229).
- Jaume Tiepolo (r. 1229-1249).
- Marí Morosini (r. 1249-1252).
- Renier Zeno (r. 1252-1268).
- Llorenç Tiepolo (r. 1268-1275).
- Jaume Contarini (r. 1275-1280).
- Joan Dandolo (r. 1280-1289).
- Pere Gradenigo (r. 1289-1311).

## Segle XIV
- Marí Zorzi (r. 1311-1312).
- Joan Soranzo (r. 1312-1328).
- Francesc Dandolo (r. 1328-1339).

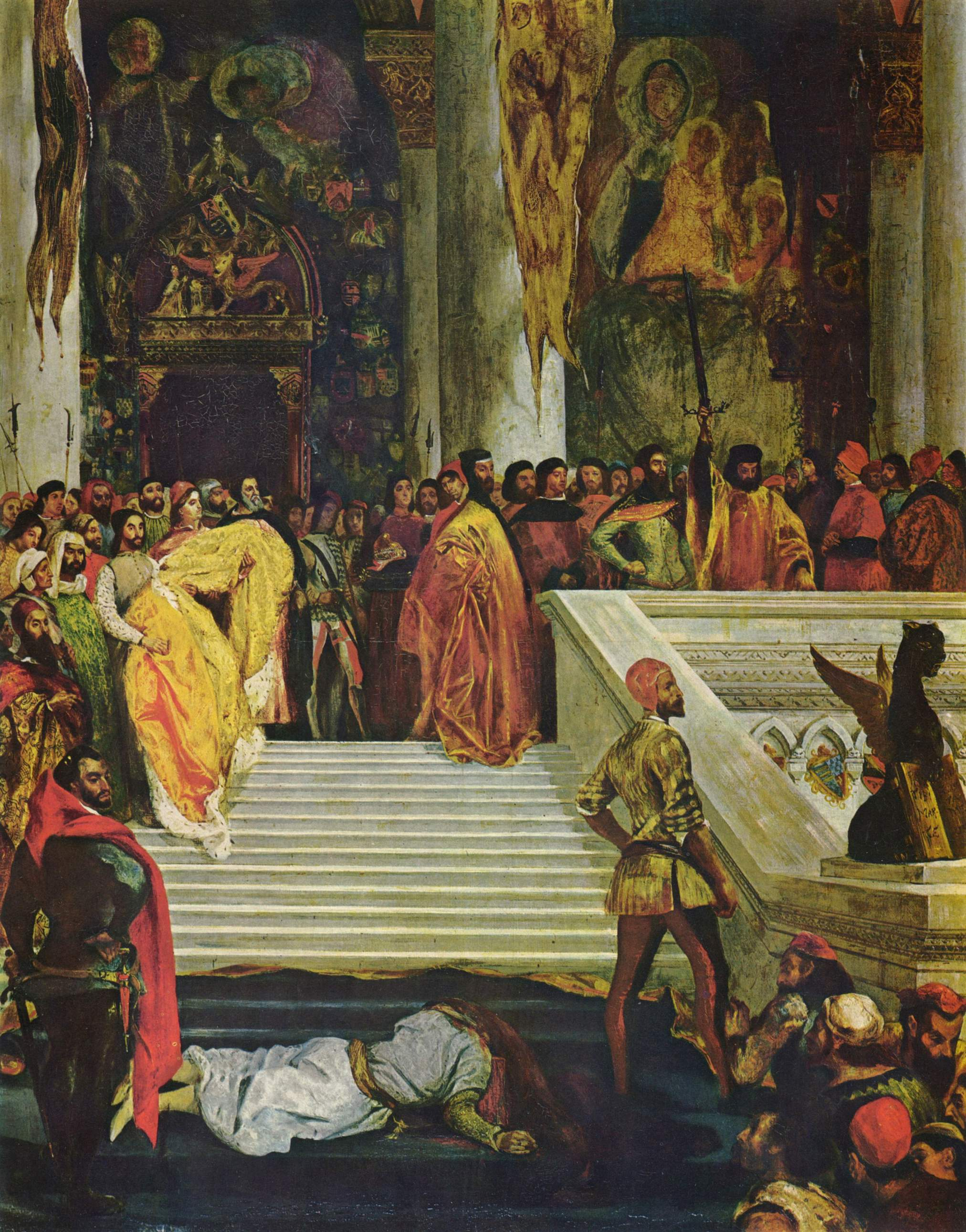
L'execució de Marí Faliero.

- Bartolomeu Gradenigo (r. 1339-1342).
- Andreu Dandolo (r. 1342-1354).
- Marí Faliero (r. 1354-1355) - fou condenat per traïció i, posteriorment, executat.
- Joan Gradenigo (r. 1355-1356).
- Joan Dolfin (r. 1356-1361).
- Llorenç Celsi (r. 1361-1365).
- Marc Cornaro (r. 1365-1367).
- Andreu Contarini (r. 1367-1382).
- Miquel Morosini (r. 1382-1382).
- Antoni Venier (r. 1382-1400).
- Miquel Sten (r. 1400-1413).

## Segle XV
- Tomàs Mocenigo (r. 1413-1423)
- Francesc Foscari (r. 1423-1457) - fou obligat abdicar pel Consell dels Deu.
- Pasqual Malipiero (r. 1457-1462).
- Cristòfol Moro (r. 1462-1466).
- Nicolau Tron (r. 1466-1473).
- Nicolau Marcello (r. 1473-1474).
- Pere Mocenigo (r. 1474-1476).
- Andreu Vendramin (r. 1476-1478).
- Joan Mocenigo (r. 1478-1485).
- Marc Barbarigo (r. 1485-1486).
- Agustí Barbarigo (r. 1486-1501).

## Segle XVI
- Lleonard Loredan (r. 1501-1521).
- Antoni Grimani (r. 1521-1523).
- Andreu Gritti (r. 1523-1538).
- Pere Lando (r. 1538-1545).
- Francesc Donato (r. 1545-1553).

Andreu Gritti, retrat fet per Ticià.

- Marc Antoni Trivisan (r. 1553-1554).
- Francesc Venier (r. 1554-1556).
- Llorenç Priuli (r. 1556-1559).
- Jerònim Priuli (r. 1559-1567).
- Pere Loredan (r. 1567-1570).
- Alvise Mocenigo (r. 1570-1577).
- Sebastià Venier (r. 1577-1578).
- Nicolau da Ponte (r. 1578-1585).
- Pasqual Cicogna (r. 1585-1595).
- Marí Grimani (r. 1595-1606).

## Segle XVII
- Lleonard Donato (r. 1606-1612).
- Marc Antoni Memmo (r. 1612-1615).
- Joan Bembo (r. 1615-1618).
- Nicolau Donato (r. 1618-1618).
- Antoni Priuli (r. 1618-1623).

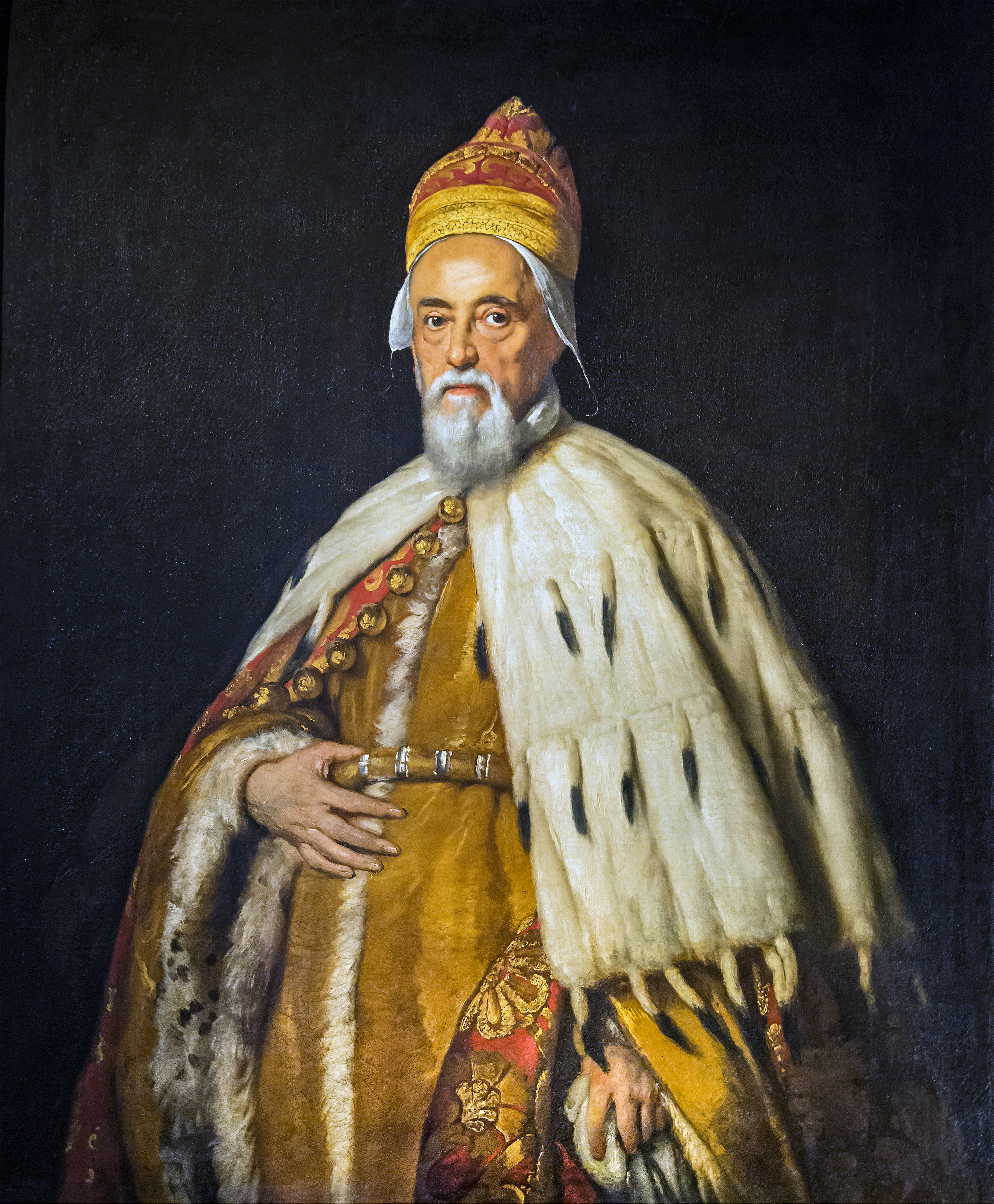
Francesc Erizzo, retrat fet per Bernardo Strozzi.

- Francesc Contarini (r. 1623-1624).
- Joan Corner (r. 1624-1630).
- Nicolau Contarini (r. 1630-1631).
- Francesc Erizzo (r. 1631-1646).
- Francesc Molin (r. 1646-1655).
- Carles Contarini (r. 1655-1656).
- Francesc Corner (r. 1656-1656).
- Bertuccio Valier (r. 1656-1658).
- Joan Pesaro (r. 1658-1659).
- Domènec Contarini (r. 1659-1674).
- Nicolau Sagredo (r. 1674-1676).
- Alvise Contarini (r. 1676-1683).
- Marc Antoni Giustinian (r. 1683-1688).
- Francesc Morosini (r. 1688-1694).
- Silvestre Valier (r. 1694-1700).
- Alvise Mocenigo (r. 1700-1709).

## Segle XVIII
- Joan Corner (r. 1709-1722).
- Sebastià Mocenigo (r. 1722-1732).
- Carles Ruzzini (r. 1732-1735).
- Alvise Pisani (r. 1735-1741).
- Pere Grimani (r. 1741-1752).
- Francesc Loredan (r. 1752-1762).
- Marc Foscarini (r. 1762-1763).
- Alvise Joan Mocenigo (r. 1763-1779).
- Pau Renier (r. 1779-1789).
- Ludovic Manin (r. 1789-1797) - forçat a abdicar per Napoleó Bonaparte.